# Team Jumbo-Visma/Saison 2019
Diese Liste beschreibt die Mannschaft und die Erfolge des Radsportteams Jumbo-Visma in der Saison 2019.

## Erfolge in der UCI WorldTour
In den Rennen der Saison 2019 der UCI WorldTour gelangen die nachstehenden Erfolge.
| Datum                      | Rennen                                | Sieger            |
| -------------------------- | ------------------------------------- | ----------------- |
| 24. Februar                | 1. Etappe UAE Tour (MZF)              | Team Jumbo-Visma  |
| 1. März                    | 6. Etappe UAE Tour                    | Primož Roglič     |
| 24. Februar – 2. März      | Gesamtwertung UAE Tour                | Primož Roglič     |
| 10. März                   | 1. Etappe Paris-Nizza                 | Dylan Groenewegen |
| 11. März                   | 2. Etappe Paris-Nizza                 | Dylan Groenewegen |
| 13.–19. März               | Gesamtwertung Tirreno-Adriatico       | Primož Roglič     |
| 27. März                   | Driedaagse Brugge-De Panne            | Dylan Groenewegen |
| 1. Mai                     | 1. Etappe Tour de Romandie            | Primož Roglič     |
| 4. Mai                     | 4. Etappe Tour de Romandie            | Primož Roglič     |
| 5. Mai                     | 5. Etappe Tour de Romandie (EZF)      | Primož Roglič     |
| 30. April – 5. Mai         | Gesamtwertung Tour de Romandie        | Primož Roglič     |
| 11. Mai                    | 1. Etappe Giro d’Italia (EZF)         | Primož Roglič     |
| 19. Mai                    | 9. Etappe Giro d’Italia (EZF)         | Primož Roglič     |
| 12. Juni                   | 4. Etappe Critérium du Dauphiné (EZF) | Wout van Aert     |
| 13. Juni                   | 5. Etappe Critérium du Dauphiné       | Wout van Aert     |
| 20. Juni                   | 6. Etappe Tour de Suisse              | Antwan Tolhoek    |
| 6. Juli                    | 1. Etappe Tour de France              | Mike Teunissen    |
| 7. Juli                    | 2. Etappe Tour de France (MZF)        | Team Jumbo-Visma  |
| 12. Juli                   | 7. Etappe Tour de France              | Dylan Groenewegen |
| 15. Juli                   | 10. Etappe Tour de France             | Wout van Aert     |
| 8. August                  | 6. Etappe Polen-Rundfahrt             | Jonas Vingegaard  |
| 12.–18. August             | Gesamtwertung BinckBank Tour          | Laurens De Plus   |
| 3. September               | 10. Etappe Vuelta a España (EZF)      | Primož Roglič     |
| 8. September               | 15. Etappe Vuelta a España            | Sepp Kuss         |
| 24. August – 15. September | Gesamtwertung Vuelta a España         | Primož Roglič     |

## Erfolge in der UCI Europe Tour
In den Rennen der Saison 2019 der UCI Europe Tour gelangen die nachstehenden Erfolge.
| Datum         | Rennen                             | Kat. | Sieger                |
| ------------- | ---------------------------------- | ---- | --------------------- |
| 10. Februar   | 5. Etappe Valencia-Rundfahrt       | 2.1  | Dylan Groenewegen     |
| 23. Februar   | 4. Etappe Algarve-Rundfahrt        | 2.HC | Dylan Groenewegen     |
| 14. Mai       | 1. Etappe 4 Jours de Dunkerque     | 2.HC | Dylan Groenewegen     |
| 15. Mai       | 2. Etappe 4 Jours de Dunkerque     | 2.HC | Dylan Groenewegen     |
| 16. Mai       | 3. Etappe 4 Jours de Dunkerque     | 2.HC | Dylan Groenewegen     |
| 18. Mai       | 5. Etappe 4 Jours de Dunkerque     | 2.HC | Mike Teunissen        |
| 19. Mai       | 6. Etappe 4 Jours de Dunkerque     | 2.HC | Mike Teunissen        |
| 14.–19. Mai   | Gesamtwertung 4 Jours de Dunkerque | 2.HC | Mike Teunissen        |
| 24. Mai       | Hammer Climb Hammer Stavanger      | 2.1  | Team Jumbo-Visma      |
| 24.–26. Mai   | Gesamtwertung Hammer Stavanger     | 2.1  | Team Jumbo-Visma      |
| 19. Juni      | Prolog ZLM Tour (EZF)              | 2.1  | Jos van Emden         |
| 20. Juni      | 1. Etappe ZLM Tour                 | 2.1  | Dylan Groenewegen     |
| 21. Juni      | 2. Etappe ZLM Tour                 | 2.1  | Dylan Groenewegen     |
| 22. Juni      | 3. Etappe ZLM Tour                 | 2.1  | Amund Grøndahl Jansen |
| 19.–23. Juni  | Gesamtwertung ZLM Tour             | 2.1  | Mike Teunissen        |
| 7. September  | 1. Etappe Tour of Britain          | 2.HC | Dylan Groenewegen     |
| 9. September  | 3. Etappe Tour of Britain          | 2.HC | Dylan Groenewegen     |
| 11. September | 5. Etappe Tour of Britain          | 2.HC | Dylan Groenewegen     |
| 5. Oktober    | Giro dell’Emilia                   | 1.HC | Primož Roglič         |
| 8. Oktober    | Tre Valli Varesine                 | 1.HC | Primož Roglič         |
| 12. Oktober   | Tacx Pro Classic                   | 1.1  | Dylan Groenewegen     |
| 20. Oktober   | Chrono des Nations                 | 1.1  | Jos van Emden         |

## Erfolge bei den Nationalen Straßen-Radsportmeisterschaften
In den Rennen zu den Nationalen Straßen-Radsportmeisterschaften 2019 gelangen die nachstehenden Erfolge.
| Datum    | Rennen                                           | Sieger                |
| -------- | ------------------------------------------------ | --------------------- |
| 26. Juni | Niederländische Meisterschaft – Einzelzeitfahren | Jos van Emden         |
| 27. Juni | Belgische Meisterschaft – Einzelzeitfahren       | Wout van Aert         |
| 28. Juni | Deutsche Meisterschaft – Einzelzeitfahren        | Tony Martin           |
| 30. Juni | Norwegische Meisterschaft – Straßenrennen        | Amund Grøndahl Jansen |

## Mannschaft
| Teamkader 2019                            | Teamkader 2019     | Teamkader 2019     | Teamkader 2019                     |
| Name                                      | Geburtsdatum       | Land               | Vorheriges Team                    |
| ----------------------------------------- | ------------------ | ------------------ | ---------------------------------- |
| George Bennett                            | 7. April 1990      | Neuseeland         | Cannondale (2014)                  |
| Koen Bouwman                              | 2. Dezember 1993   | Niederlande        | SEG Racing (2015)                  |
| Laurens De Plus                           | 4. September 1995  | Belgien            | Quick-Step Floors (2018)           |
| Floris De Tier                            | 20. Januar 1992    | Belgien            | Topsport Vlaanderen-Baloise (2016) |
| Pascal Eenkhoorn                          | 8. Februar 1997    | Niederlande        | BMC Development (2017)             |
| Robert Gesink                             | 31. Mai 1986       | Niederlande        | Rabobank Continental (2006)        |
| Dylan Groenewegen                         | 21. Juni 1993      | Niederlande        | Roompot Oranje Peloton (2015)      |
| Lennard Hofstede                          | 29. Dezember 1994  | Niederlande        | Team Sunweb (2018)                 |
| Amund Grøndahl Jansen                     | 11. Februar 1994   | Norwegen           | Joker Byggtorget (2016)            |
| Steven Kruijswijk                         | 7. Juni 1987       | Niederlande        | Rabobank Continental (2009)        |
| Sepp Kuss                                 | 13. September 1994 | Vereinigte Staaten | Rally Cycling (2017)               |
| Tom Leezer                                | 26. Dezember 1985  | Niederlande        | Rabobank Continental (2007)        |
| Bert-Jan Lindeman                         | 16. Juni 1989      | Niederlande        | Rabobank Development (2014)        |
| Paul Martens                              | 26. Oktober 1983   | Deutschland        | Skil-Shimano (2007)                |
| Tony Martin                               | 23. April 1985     | Deutschland        | Katusha-Alpecin (2018)             |
| Daan Olivier (1. Jan.–31. Mai)            | 24. November 1992  | Niederlande        | De Jonge Renner (2016)             |
| Neilson Powless                           | 3. September 1996  | Vereinigte Staaten | Axeon-Hagens Berman (2017)         |
| Primož Roglič                             | 29. Oktober 1989   | Slowenien          | Adria Mobil (2015)                 |
| Timo Roosen                               | 11. Januar 1993    | Niederlande        | Rabobank Development (2014)        |
| Mike Teunissen                            | 25. August 1992    | Niederlande        | Team Sunweb (2018)                 |
| Antwan Tolhoek                            | 29. April 1994     | Niederlande        | Roompot-Oranje Peloton (2016)      |
| Wout van Aert (1. Mär.–31. Dez.)          | 15. September 1994 | Belgien            | Cibel (2019)                       |
| Taco van der Hoorn                        | 4. Dezember 1993   | Niederlande        | Roompot-Nederlandse Loterij (2018) |
| Jos van Emden                             | 18. Februar 1985   | Niederlande        | Rabobank Continental (2008)        |
| Danny van Poppel                          | 26. Juli 1993      | Niederlande        | Team Sky (2017)                    |
| Jonas Vingegaard                          | 10. Dezember 1996  | Dänemark           | ColoQuick (2018)                   |
| Maarten Wijnants                          | 13. Mai 1982       | Belgien            | Quick Step (2010)                  |
|                                           |                    |                    |                                    |
| Quellen: ProCyclingStats Cycling Quotient |                    |                    |                                    |